# Euthalia siamica
Euthalia siamica är en fjärilsart som beskrevs av Riley och Godfrey 1925. Euthalia siamica ingår i släktet Euthalia och familjen praktfjärilar. Inga underarter finns listade i Catalogue of Life.